# Гирс, Александр Александрович (дипломат)
Александр Александрович Гирс (1850—1923) — дипломат, действительный статский советник; литератор и историк.

## Биография
Родился в Санкт-Петербурге 22 апреля (4 мая) 1850 года. Происходил из дворянского рода Гирсов шведского происхождения — сын действительного тайного советника, сенатора Александра Карловича Гирса (1815—1880) от его брака с выпускницей Смольного института, Александрой Ивановной Буниной (1826—1867). По отцу племянник Н. К. Гирса и Ф. К. Гирса, двоюродный брат М. Н. Гирса и Н. Н. Гирса; по матери — внук И. П. Бунина.
В 1868 году окончил 5-ю Санкт-Петербургскую гимназию. Учился на юридическом факультете Санкт-Петербургского университета (1868—1872). Службу начал советником при Министерстве иностранных дел, с 1884 года — в Азиатском департаменте. Был секретарём и драгоманом консульства в Салониках, в 1885-1886 управлял генеральным консульством в Иерусалиме. Затем — консул в Триесте (1887—1889) и в Яссах (1889—1899); генеральный консул в Каннах (1899—1901), Бушире (1901—1902), Салониках (1902—1905).
Будучи членом партии «Союз 17 октября» (1905—1906), участвовал в разработке ряда программных документов. В январе 1906 года, не соглашаясь с политикой графа В. Н. Ламсдорфа, покинул Министерство иностранных дел.
В декабре 1906 года по приглашению А. П. Извольского возглавил Газетную экспедицию МИД. В 1907 году получил чин действительного статского советника. В 1907—1909 годы был директором петербургского телеграфного агентства Министерства финансов.
В 1910—1912 годы проживал в Гатчине и состоял советником МИД, был представителем от министерства в Особом совещании о пересмотре правил управления приморскими торговыми портами.
В 1912 году вернулся на дипломатическую службу и был направлен посланником в Черногорию. Настаивал на невмешательстве России в австро-сербский конфликт, рекомендовал руководству перестать активно вмешиваться в международные отношения на Балканах, считая идею славянского братства политической иллюзией.
Сразу после начала Первой мировой войны выехал в Россию. С 1915 года находился в отставке.
После октябрьской революции 1917 года — в эмиграции. Скончался в Мариборе 5 ноября 1923 года.

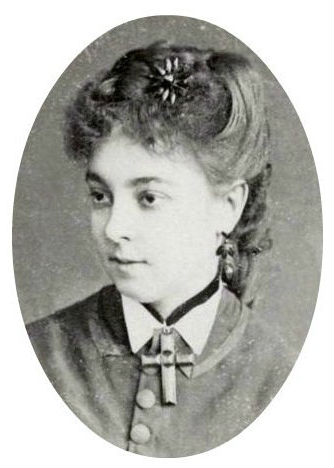
Полина (Прасковья) Сергеевна Гирс, ур. Левицкая

## Семья
Жена — Прасковья Сергеевна Левицкая (1847— после 1917), дочь придворного фотографа С. Л. Левицкого; оперная певица и педагог.

## Сочинения
Его исторические исследования первоначально публиковались в журнале «Русская старина» в 1896—1897 гг. В 1897 году был опубликован его перевод с немецкого языка воспоминаний К. А. фон Гейкинга (1751—1809) — президента Коллегии лифляндских, эстляндских и финляндских дел.
С конца 1905 года активно печатался в газетах «Слово», «Новое время», «Рассвет» и др. Отдельными изданиями были напечатаны:
- Россия и Ближний Восток. Материалы по истории наших отношений с Турцией. — СПб., 1906[2].
  - Россия и Англия в Турции в 1876—1877 годы.
- А. А. Гирс. Письма и заметки. 1913—1915. — Петроград, 1916.
- Австро-Венгрия, Балканы и Турция. Задачи войны и мира. — Петроград, 1917.